# FTG (Band)
FTG (Abkürzung für Freedom That’s Gone) ist eine malaysische Thrash-Metal-Band aus Kuala Lumpur, die im Jahr 1989 gegründet wurde.

## Geschichte
Die Band wurde im Jahr 1989 gegründet und bestand aus dem Sänger Bart, dem Gitarristen Jac, dem Bassisten Mie und dem Schlagzeuger Zam. Nachdem die Gruppe die ersten Lieder entwickelt hatte, erschien im April 1991 eine selbstbetitelte EP über FGM Productions. Dieser schloss sich 1992 das Album After the Promise über VSP Records an, von dem sich über 20.000 Einheiten absetzen konnten. Für das 1994er-Album Spirit to Rebel wechselte die Band zum japanischen Label Pony Canyon. Von dem Album setzten sich über 30.000 Stück ab. Im Folgejahr hielt die Band etwa zwei bis drei Konzerte pro Woche ab. Das Album To the Front, das im Juli 1996 erschien, konnte eine Platin-Schallplatte (ab 25.000 verkaufte Einheiten) erreichen. Gegen Ende des Jahres wurden 40.000 Tonträger verkauft. Nach den Aufnahmen hatte Sänger Bart die Band verlassen und wurde durch Tajul ersetzt. Zudem wurde mit Stronger Than Steel eine Best-of-Kompilation im Jahr 1998 veröffentlicht. Das im selben Jahr folgende Album Aku Tak Peduli, das in Malaysisch aufgenommen wurde, erreichte ebenfalls eine Platin-Schallplatte und erlangte die zweite Position in den nationalen Charts. Insgesamt setzte das Album über 40.000 Einheiten ab. Auf dem Album Made in Malaysia, das 1998 erschien, waren Coverversionen von Black Sabbath, Twisted Sister, Deep Purple, Dio, Pink Floyd und Quiet Riot enthalten. Das Album setzte in der ersten Woche 10.000 und insgesamt über 30.000 Einheiten ab. Ein Konzert, das von 5.000 Fans im Sunway Amphitheatre am 31. Juli 1999 aufgenommen wurde, erschien unter dem Namen Live at Metal Wars als Live-Album, ehe im April 2000 das nächste, selbstbetitelte Studioalbum erschien. Dieses Album war das zweite auf Malaysisch. Von dem Album setzten sich über 20.000 Einheiten ab. 2001 erschien mit Made in Malaysia II ein weiteres Coveralbum, auf dem die Band Künstler wie AC/DC, Gary Moore, Judas Priest, Black Sabbath und Deep Purple coverte. Der Veröffentlichung folgten Auftritte, ehe sich die Band Mitte 2002 in eine dreimonatige Pause begab. Ende 2002 erschien das nächste Album Reborn. In den Jahren 2003 und 2006 folgten mit Stop This Madness und Kuasa die nächsten beiden Alben.

## Stil
Die Alben Aku Tak Peduli und FTG wurden in Malaysisch aufgenommen. Laut classicthrash.com sei die Band in ihrer Heimat zwar wahrscheinlich sehr bekannt, im Rest der Welt jedoch eher unbekannt. Auf After the Promise spiele sie klassischen Thrash Metal, der in seiner Geschwindigkeit variiere. Der Gesang klinge rau und höre sich schon fast an, als wäre er unter Wasser aufgenommen worden. Auch auf Spirit to Metal spiele die Band klassischen Thrash Metal, der jetzt im Vergleich zum Vorgänger meist schneller war. Laut thethrashmetalguide.com spiele die Band dunklen Thrash Metal, der schon an Death Metal grenze, sodass ein Vergleich zu Protector naheliege.

## Diskografie
- 1991: Freedom That’s Gone (EP, FGM Productions)
- 1992: After the Promise (Album, VSP Records)
- 1994: Spirit to Rebel (Album, Pony Canyon)
- 1996: To the Front (Album, Eigenveröffentlichung)
- 1998: Stronger Than Steel (Kompilation, Eigenveröffentlichung)
- 1998: Aku Tak Peduli (Album, Eigenveröffentlichung)
- 1998: Made in Malaysia (Album, Eigenveröffentlichung)
- 1999: Live at Metal Wars (Live-Album, Eigenveröffentlichung)
- 2000: FTG (Album, Eigenveröffentlichung)
- 2001: Made in Malaysia II (Album, Eigenveröffentlichung)
- 2002: Reborn (Album, Eigenveröffentlichung)
- 2003: Stop This Madness (Album, Eigenveröffentlichung)
- 2006: Kuasa (Album, InterGlobal)